# U 209
U 209 byla německá ponorka typu VIIC postavená počátkem 2. světové války pro německé válečné loďstvo. Stavba začala 28. listopadu 1940 v kielské loděnici Friedrich Krupp Germaniawerft. Na vodu byla spuštěna 28. srpna 1941 a do provozu byla schválena 11. listopadu. Kapitán Heinrich Brodda, který kvůli své špatné povaze nebyl u německého námořnictva příliš oblíbený, byl z důvodu malého počtu důstojníků u ponorkového námořnictva převelen na ponorku U 209. U 209 byla pod patronátem města Brna, které tak bylo jediným městem mimo Třetí říši, které mělo pod patronátem ponorku.
Jednadvacetiletý Heinrich Nussbaum, který sloužil na U 209, byl synem ředitel brněnské kriminální policie SS-Sturmbannführera Konrada Nussbauma. Díky tomu přijala posádka pozvání do Brna v únoru roku 1943 na ozdravný pobyt, který trval 8 dnů.
Po příjezdu na brněnské hlavní nádraží šli námořníci průvodem po Hermann-Göring-Strasse - tedy "třídě Hermanna Göringa" (dnešní Masarykova ulice) na Novou radnici, kde se jim dostalo slavnostního přivítání od brněnského vedení. Posádka předala městu model své ponorky (model se nedochoval, pravděpodobně byl po válce zničen) a mužstvo na oplátku dostalo dary přiměřené tehdejší době (pravděpodobně cigarety atp.) a Brno zároveň převzalo nad ponorkou patronát, i když se obvykle patrony ponorek stávala pouze německá města.

## Služební historie
U 209 začala svou kariéru u 6. U-boat flotily, kde prvních několik měsíců posádka trénovala. Od 1. března 1942 už ale byla vysílána na konvenční operace. 1. července 1942 byla předělena k 11. flotile a v den jejího potopení sloužila s 1. flotilou. Celkem vykonala 7 bojových plaveb a byla členem devíti vlčích smeček. Za svou bojovou kariéru potopila čtyři lodě o celkovém výtlaku 1356 tun.

### 1. hlídka
Udělala si krátký výlet z Kielu na německého ostrov Helgoland, a pak odplula na svoji první hlídku dne 15. března 1942. Zamířili na sever, do Norského moře a poté na východ. 28. března byla loď napadena ozbrojenou rybářskou lodí HMS Blackfly, ale podmínky byly tak špatné, že loď kvůli zamrznutí nemohla použít její výzbroj. Hlubinné pumy na tom byly o trochu lépe, ale i tak se v mrazu často porouchaly.
Den na to na ni zaútočily dvě minolovky HMS Hussar (J826) a HMS Gossamer (J63) v Barentsově moři. U 209 unikla.

### 2. hlídka
Začala v norském přístavu Kirkenes na dalekém severu země. Úkolem bylo hlídkovat v blízkosti Medvědího ostrova, pak se plavila na jih a jihozápad, než zakotvila v norském Bergenu.

### 3. a 4. hlídka
Její třetí a čtvrtá hlídka proběhla v červnu a v červenci 1942, kdy měla hlídkovat v Norském moři a v úžině mezi Medvědím ostrovem a Špicberky, poté se vrátila do Kirkenes.

### 5. hlídka
17. srpna 1942 napadla malý sovětský konvoj nedaleko ostrova Matvějev v Pečorském moři. Potopila dva remorkéry Komiles (136 BRT) a Komsomolec (220 BRT) a dva nákladní čluny P-4 (500 BRT) a SH-500 (500 BRT).

### 6. a 7. hlídka
Po pobytu na Moravě mužstvo 6. dubna 1943 vyplulo z německého přístavu Kiel, tehdy už ponorka nesla na přídi brněnský znak, nad kterým byl německý nápis IN TREU UND GLAUBEN - tedy "Ve věrnosti a víře". Po boku byl emblém s medvědem, který označoval příslušnost k jedenácté flotile. 16. dubna byla napadena britským B-17 Flying Fortress z 220 squadrony RAF na jihovýchodně od Islandu, kde byl poškozen periskop. 4. května byla opět napadena kanadským PBY Catalina (známého jako CANSO) z 5. Squadrony RCAF. Při útoku byl poškozen rádiový vysílač, takže zpráva pro BdU (ústředí U-boat), byla poslána přes U 954, se kterou U 209 operovala ve dvojici. U 209 byla odvolána, ale pro poškozenou U 209 bylo už pozdě. Potopila se 7. května 1943 a na palubě zahynulo všech šestačtyřicet členů posádky. Původně se myslelo, že U 209 potopila fregata HMS Jed a šalupa HMS Sennen 19. května 1943. Tento útok byl uskutečněný na ponorku U 954.

### Vlčí smečky
U 209 se zúčastnila devíti vlčích smeček:
- Ziethen (23.-29. března 1942)
- Eiswolf (29.-31. března 1942)
- Robbenschlag (7.-14. dubna 1942)
- Blutrausch (15. dubna 1942)
- Greif (16.-29. května 1942)
- Boreas (19. listopadu - 07. prosince 1942)
- Meise (25.-27. dubna 1943)
- Star (27. dubna - 04. května 1943)
- Fink (4.-6. května 1943)